# Mats Levén
Mats Levén (11 de septiembre de 1964) es un cantante sueco de heavy metal. Ha sido parte de reconocidas agrupaciones como Therion, Candlemass, Vandenberg e Yngwie Malmsteen. También ha realizado colaboraciones en bandas menos populares como Southpaw, Dogface, Swedish Erotica, Krux y Fatal Force.

## Discografía
- Swedish Erotica - Swedish Erotica (1989)
- Treat - Treat (1992)
- Abstrakt Algebra - Abstrakt Algebra (1995)
- AB/CD - Cut The Crap (1995)
- Yngwie Malmsteen - Facing the Animal (1997)
- Southpaw - Southpaw (1998)
- Yngwie Malmsteen - Double Live! (1998)
- Treat - Muscle In Motion (1999 - bootleg)
- Pontus Norgren - Damage Done (1999)
- Dogface - Unleashed (2000)
- Dogface - In Control (2002)
- Krux - Krux (2002)
- At Vance - The Evil In You (2003)
- Sabbtail - Nightchurch (2004)
- Therion - Lemuria (2004)
- At Vance - Chained (2005)
- Swedish Erotica - Too Daze Gone (2005)
- Fatal Force - Fatal Force (2006)
- Krux - II (2006)
- Therion - Gothic Kabbalah (2007)
- Nuclear Blast All-Stars: Into the Light - Death is Alive (2007)
- Amaseffer - Slaves for Life (2008)
- Crash The System - The Crowning (2009)
- Radiance - The Burning Sun[2] (2010)
- Krux - He Who Sleeps Amongst The Stars (2012)
- Opera Diabolicus - 1614 (2012)
- Amaseffer - When Lions Leave their Den (2013?)
- Ludor - 777 – The New 666 (2013)
- Everdome - Afterbirth (2013)
- Dogface - Back on the Streets (2013)
- Naski Corelo - The One (2014)
- Ludor - Black X-Mas (2014)
- Hollow Haze - Memories of an Ancient Time (2013)
- Candlemass - Death Thy Lover (EP) (2016)
- Revertigo - Revertigo (2018)
- Candlemass - House of Doom (EP) (2018)
- Skyblood - Skyblood (2019)
- Prins Svart - Under Jord (2020)
- Opera Diabolicus - Death On A Pale Horse (2021)
- Vandenberg - Sin (2023)